# Hellín
Hellín est une commune d'Espagne de la province d'Albacete dans la communauté autonome de Castille-La Manche. C'est la seconde ville la plus peuplée de la province avec une population de 31 262 habitants en 2012.

## Géographie

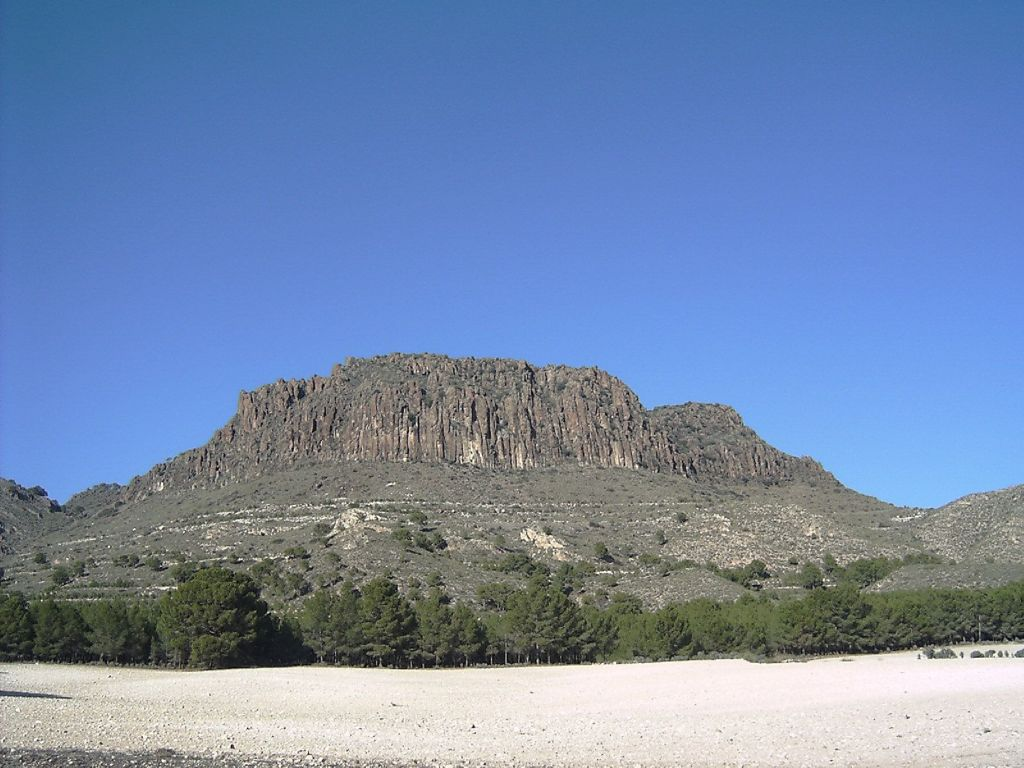
Pitón volcánico de Cancarix

Sur le territoire de la commune se trouve le Piton volcanique de Cancarix (es).
La commune de Hellin est située au sud et est de la province d'Albacete, dans la région de Campos de Hellin, au sud de la Sierra de Segura et dans la Cordillères Bétiques. A une altitude de 578 mètres. L'altitude maximale de la municipalité est 1040 mètres (Sierra de Peñalosa).
Localités aux alentours
|                                            | Nord: Tobarra, Pozohondo          |                                        |
| Ouest: Elche de la Sierra, Liétor, Socovos | Hellín                            | Est: Albatana, Jumilla, Yecla, Villena |
|                                            | Sud: Cieza, Calasparra, Moratalla |                                        |

## Histoire
Durant la conquête espagnole du XIIIe siècle, Hellin rejoint le Royaume de Murcie en 1243.

## Climat
Le climat est méditerranéen, montagneux avec de l'air sec, de grandes différences de températures et de faibles précipitations.
Elle possède le même climat que Murcie. Le mois de Juillet est le plus chaud et le plus froid en Janvier. Des pluies torrentielles au printemps et à l'automne. La température minimum absolu enregistré dans la ville était -20 °C (03/01/1971) et -25 °C en montagne.

## Administration
| Legislature | Nom                       | Groupe          |
| ----------- | ------------------------- | --------------- |
| 1975 - 1979 | Vicente Nova Giménez      | AP              |
| 1979 - 1983 | Víctor Serena Guirado     | UCD             |
| 1983 - 1989 | Antonio Pina Martínez     | PSOE            |
| 1989 - 1995 | Fructuoso Díaz Carrillo   | PSOE            |
| 1995 - 1996 | José María Barcina Magro  | Partido Popular |
| 1996 - 1999 | Francisco Vicente Sarabia | PSOE            |
| 1999 - 2003 | José María Barcina Magro  | Partido Popular |
| 2003 - 2011 | Diego García Caro         | PSOE            |
| 2011 -      | Manuel Mínguez García     | Partido Popular |

## Économie
L'activité agricole de la commune est liée à la culture du riz bomba dont une partie de la production bénéficie de l'appellation d'origine protégée « Calasparra (es) », incluant Hellín ainsi que les communes de Calasparra et Moratalla dans la région de Murcie.

## Personnalités liées à la commune
- Melchor de Macanaz, né à Hellín en 1670 et décédé dans cette même localité en 1760. Jurisconsulte, il occupa les charges de professeur de l'Université de Salamanque, conseiller du roi, Fiscal du Conseil de Castille et fut diplomate en France. Personnage influent à la Cour et controversé, critique envers l'Église, il finit par être excommunié, emprisonné et exilé.
- Dolores Abril, chanteuse de flamenco née dans la commune.

## Sport
La ville a accueilli l'arrivée du tour d'Espagne 2007, lors d'une étape remportée par l'Italien Alessandro Petacchi